# Rafael Hernando y Palomar
Rafael Hernando y Palomar (Madrid, 31 de mayo de 1822 - Madrid, 10 de julio de 1888) fue un compositor español de zarzuela.

## Biografía
Hijo de Pedro Hernando y Eugenia Palomar, quedó huérfano de madre a la edad de dos años. A los quince años ingresó en el Conservatorio de Madrid donde estudió solfeo y piano con Pedro Albéniz, canto con Baltasar Saldoni y composición con Ramón Carnicer i Batlle. Dándose la circunstancia de que una tía suya, hermana del padre, se había casado en Francia y residía en París, Hernando decidió en 1843 trasladarse para perfeccionar sus conocimientos musicales. En la capital francesa estudió con Manuel García (hijo) y entabló amistad con Daniel-François Auber. Auber, paladín de la ópera cómica francesa, consiguió para él el cargo de director del coro de la Opéra Comique. En París estrenó un Stabat Mater y dio a conocer una ópera sobre texto italiano: Romilda.
A raíz del estallido de la Revolución de 1848 y habiendo recibido un mensaje que le avisaba de la inminente muerte de su padre, regresó a España. Pronto se unió a los compositores que provocarían el resurgimiento de la zarzuela: Barbieri, Oudrid, Inzenga y Gaztambide. El libretista de El ensayo de una ópera, una de las primeras zarzuelas modernas estrenadas, Juan del Peral, en vistas que Oudrid no quería hacer una ampliación de la partitura, le encargó el trabajo a Hernando, y así, con sólo 26 años, Hernando debutó en la zarzuela. El éxito de El ensayo de una ópera hizo que del Peral le proporcionara un nuevo libreto, y sobre este Hernando compuso y estrenó su primera zarzuela: Palo de ciego (1849).
No tardaría mucho en llegar el primer gran éxito de Hernando, que tuvo lugar con el estreno, el mismo año 1849, de Colegialas y soldados. El éxito fue sensacional, hasta el punto que el mismo Hernando, en una edición de la partitura en 1872 declara con pressupmció:

Colegialas y soldados determinó la forma del género, promovió empresa teatral para cultivarlo y logró, sin dilación ni demora y de la manera más completa, la asidua concurrencia del público, que son las tres circunstancias indispensables para que con razón se pueda decir que en Colegialas y soldados radicó y tuvo su base principal el espectáculo de la zarzuela en su actual, y desde entonces ininterrumpida, época.

Atraídos por las posibilidades de ganancias económicas que el nuevo género dejaba vislumbrar, Barbieri, Oudrid, Ynzenga, Gaztambide y Hernando, unidos en el libretista Luis de Olona, decidieron crear una nueva compañía, para la que Hernando compuso El duende (1849 ), otro gran éxito que alcanzó la impresionante cifra de 150 representaciones.
En el verano de 1851 los socios mencionados, junto al actor Francisco Salas fundaron la Sociedad Artística para el cultivo de la zarzuela, componiendo y estrenando una obra colectiva, en la que también participó Hernando, y que supuso un nuevo éxito: Escenas de Chamberí.
Sin embargo, Hernando resultó menos prolífico que sus compañeros, sobre todo si se le compara con Barbieri y Gaztambide. Unos años después, en 1853, haciéndose necesaria una ampliación de capital, Ynzenga, Oudrid y Hernando quedaron fuera de la Sociedad, al no poder aportar los fondos requeridos.
La salida de la Sociedad, junto con el ascenso y el reconocimiento general de las que serían las principales figuras del género revivido; Gaztambide, Barbieri y Emilio Arrieta, provocaron que Hernando se apartará progresivamente de la composición. Su último éxito lo obtuvo en 1860 con El tambor.
Junto con una menor dedicación a la zarzuela, incrementó sus esfuerzos como animador cultural y como docente. Colaboró en la fundación de la Sociedad Artístico-Musical de Socorros Mutuos, a través de la cual desarrolló una estimable actividad de difusión de la música sinfónica y de cámara. También fue catedrático de la Escuela Nacional de Música y Declamación (Conservatorio) y académico de la Academia de Bellas Artes de San Fernando. Se le deben importantes reformas en el Conservatorio, que pudo realizar con el apoyo de Hilarión Eslava y bajo el amparo de la reina Isabel. Finalmente fue separado de la institución mediante una excedencia forzosa por motivos políticos.
Su producción consta de 17 zarzuelas y algunas obras religiosas. Ninguna de sus zarzuelas ha quedado en el repertorio actual.

## Obras
(Lista no exhaustiva)
- 1849 El duende -zarzuela libreto: (Luis de Olona)
- 1849 Palo de ciego - zarzuela en 1 acto - libreto: Juan del Peral
- 1849 Colegialas y soldados - zarzuela en 2 actos - libreto: Mariano Pina
- 1850 Bertoldo y comparsa - libreto: Gregorio Romero y Larrañaga
- 1851 Escenas de Chamberí - obra colectiva - libreto: Luis de Olona
- 1851 Segunda parte de El duende - zarzuela en 2 actos - libreto: Luis de Olona
- 1852 El novio pasado por agua - zarzuela en 3 actos - libreto: Manuel Bretón de los Herreros
- 1852 El secreto de la Reina - en colaboración con Joaquín Gaztambide y José Inzenga
- 1853 Don Simplicio Bobadilla - en colaboración con Joaquín Gaztambide, Francisco Asenjo Barbieri y José Inzenga - libreto:Manuel Tamayo y Baus
- 1854 Cosas de don Juan - zarzuela en 3 actos - libreto: Manuel Bretón de los Herreros
- 1860 El tambor - libreto: Emilio Álvarez